# Дулинко Дулев
Дулинко Пеев Дулев е български поет, публицист и общественик.

## Биография
Роден е на 23 февруари 1947 г. в село Дебнево, Троянско, в семейството на Пейо Дулев, виден краевед. Завършва българска филология във Великотърновския университет „Св. св. Кирил и Методий“ (1973) и специализира кинодраматургия и сценарно майсторство във ВИТИЗ „Кръстьо Сарафов“.
През 1973 г. се установява в Разград, където работи като журналист, редактор и драматург. Бил е кореспондент на национални и регионални медии, отговорен секретар на вестник „Червено знаме“ (Видин, 1983), заместник главен редактор на окръжни вестници в Разград, Видин и Русе, както и драматург в Драматичния театър „Антон Страшимиров“.
В края на кариерата си води сатиричната рубрика „От новина и драма Дулев прави епиграма“ във вестник „Екип 7“.

## Творчество
Дулинко Дулев е автор на поезия, сатира, исторически изследвания и публицистика. Сред най-известните му произведения са:
- „Образцови хора“;
- „Записки на пенсионирания мускетар“;
- „Записки на замръзналия шерп (1971-2001)“;
- „Разградските карикатурни изложби“;
- „Епопеята на незапомнените. Разград и Сръбско-българската война през 1885 г.“;
- „Тъжносмешни стихотворения, злободневки и епиграми“;
- „Онкологична стихотерапия“;
- „Разградска театрална история. Спомени, личности и събития“.

Творбите му са публикувани в антологии, списания и международни издания, а той е носител на многобройни литературни и журналистически награди, включително „Златен пегас“ и „Никола Икономов“ на Община Разград.
Член е на Съюза на българските писатели, Съюза на българските журналисти и Съюза на българските кинодейци.
Активно се занимава с краезнание, изследвайки историята на Разград и Лудогорието.
Почетен гражданин на Разград.
Умира на 10 май 2019 г. в Разград.